# Alpha and Omega (Harrison)
Pour les articles homonymes, voir Alpha et oméga (homonymie).
Alpha and Omega est une collection d'essais, conférences et lettres écrits par Jane Ellen Harrison et publiée en 1915.

## Contenu
- Crabbed Age and Youth — lu au Trinity College
- Heresy and Humanity (1912) — publié par la Cambridge Society of Heretics
- Unanimism and Conversion — publié par la Cambridge Society of Heretics
- "Homo Sum" — lettre à un anti-suffragiste
- Scientiae Sacra Fames — lu au London Sociological Society
- The Influence of Darwinism on the Study of Religions — ou "The Creation of Darwinism of the Scientific Study of Religions." (143) — origine évolutive des religions (en)
- Alpha and Omega — lu au Trinity College; "if we are to keep our hold on Religion, theology must go." (179)
- Art and Mr. Clive Bell — réponse à Art by Clive Bell (1914)
- Epilogue on the War: Peace and Patriotism

## Référence
- Jane Ellen Harrison, Alpha and Omega. AMS Press, New York, 1973  (ISBN 0-404-56753-3).